# Digital Bath
Digital Bath è un singolo promozionale del gruppo musicale statunitense Deftones, pubblicato nel 2001 ed estratto dal terzo album in studio White Pony.

## Descrizione
La base musicale del brano è composta in buona parte da delay di chitarra elettrica e vari suoni di campionatore. Il cantato di Chino Moreno è inizialmente sussurrato, per poi liberare un potente falsetto durante il ritornello.
Una versione acustica del brano è stata inserita nella raccolta B-Sides & Rarities del 2005.
Il 12 giugno 2021 il singolo è stato pubblicato in edizione limitata in formato 12" picture disc in occasione dell'annuale Record Store Day.

## Video musicale
Il video, diretto da Andrew Bennett, raccoglie in parte scene provenienti da alcuni concerti del gruppo alternate ad altre che mostrano le sessioni del gruppo in uno studio di registrazione.

## Tracce
CD promozionale
1. Digital Bath – 4:15

12"
- Lato A

1. Digital Bath (Telefon Tel Aviv Version) – 4:18

- Lato B

1. Feiticeira (Arca Remix) – 2:06

## Formazione
Gruppo
- Chino Moreno – voce, chitarra
- Abe Cunningham – batteria
- Chi Cheng – basso
- Frank Delgado – giradischi
- Stephen Carpenter – chitarra

Altri musicisti
- DJ Crook – programmazione

Produzione
- Terry Date – produzione, missaggio
- Deftones – produzione
- Scott Olson – ingegneria Pro Tools, ingegneria del suono aggiuntiva
- Robert Daniels – assistenza alla registrazione
- Ted Regier – assistenza alla registrazione aggiuntiva e al missaggio
- Jason Schweitzer – assistenza alla registrazione aggiuntiva
- Howie Weinberg – mastering
- Ulrich Wild – ingegneria del suono aggiuntiva
- Michelle Forbes – assistenza tecnica

## Classifiche
| Classifica (2001)             | Posizione massima |
| ----------------------------- | ----------------- |
| Stati Uniti (alternative)     | 16                |
| Stati Uniti (mainstream rock) | 38                |